# 劉雲傑
劉雲傑（英語：Jeffrey Lau Wan Kit，1966年7月19日—），香港漫畫家，作品有《Feel 100%》（百分百感覺）、《段段情濃》、《禁ROCK》等。

## 簡歷
劉畢業於聖芳濟書院 (香港)、李惠利工業學院(今香港專業教育學院李惠利分校)設計系後於1985年入行，曾任《怪異集》的助理，1988年晉升為漫畫主筆，在《漫畫少年》內繪畫第一套作品〈禁ROCK〉，1991年出版個人單行本《段段情濃》，1992年出版代表作《百分百感覺》，這套漫畫已被改編成多齣電影及連續劇，在香港及海外均有相當銷量及口碑。2007年推出《百分百感覺》大結局。2008年推出新作<HAPPY TENNIS>。
2008年，憑《Feel 100%》（百分百感覺）榮獲被誉为「国际漫画界诺贝尔」的第二屆「日本國際漫畫赏」冠軍 （ 最優秀賞 Gold Award，从368件参赛作品中，选出1个「最優秀賞」）。

## 網球教練生涯
劉雲傑為網球愛好者，與命理堪輿學家馬汗辰成立網球會，並舉辦網球班和繪畫網球訓練相關書籍《Smart Tennis 網球手冊》。

## 外部連結
- 劉雲傑的Facebook專頁
- 劉雲傑的Facebook專頁